# Finn Buxbom
Finn Buxbom (født 14. juni 1934, død 1. november 2005 på Frederiksberg) var en dansk læge, som i Københavns Byret idømtes livsvarigt fængsel for drab på sin fraskilte ekskone, der 15. maj 1972 fandtes død i deres villa på Søndermarksvej 18, Frederiksberg.
Dommen ændredes 22. juni 1973 af et nævningeting i Østre Landsret til 8 års fængsel for vold med døden til følge og 16. november 1973 blev dommen på 8 års fængsel stadfæstet i Højesteret. 
Læge-ægteparret Finn og Bodil Thora Buxbom, født Friis, havde gennem næsten 17 år levet i et voldeligt forhold og fået 5 børn. De boede på af hensyn til børnene endnu sammen på døds-tidspunktet.
Det var parrets 11-årige søn, som fandt moderen liggende død på gulvet i børneværelset foran et vindue.
Kriminalpolitiet betragtede dødsfaldet som særdeles mistænkeligt.
Obduktionen og de retsmedicinske undersøgelser viste store blodunderløbne mærker på ryggen af liget, muligvis opstået ved slag med en ledning eller lignende. Hun var død som følge af nyresvigt, blodtab og chok, efter længere tids stump vold.
På den baggrund blev Finn Buxbomm 16. juni 1972 fremstillet i et grundlovsforhør i Dommervagten. Han blev varetægtsfængslet og sigtet for drab på sin ekskone.
Under retssagen nægtede Finn Buxbom sin skyld i hustruens død og han forklarede at ekshustruen om morgenen den 15. maj 1972 var faldet ned af trappen i hjemmet, hvorved hun slog ryggen og sit hoved. Vidner oplyste til retten, at systematisk gennem 8 år, havde tilføjet hustruen kvæstelser, så hun var på randen af et nervesammenbrud. Den 11-årige søn havde forklaret til kriminalpolitiet, at faderen havde slået sin hustru med en spade. Da faderen senere kom hjem og fandt sin døde hustru, havde han skiftet tøjet på liget. Dommerne fandt Finn Buxbom skyldig i drab på sin hustru og idømte ham livsvarigt fængsel.
Dommen ankedes og ændredes senere til 8 års fængsel for vold med døden til følge.
Finn Buxbom skrev 1978 en erindringbog om sin efter eget udsagn uretfærdige rejse gennem retssystemet. Efter endt afsoning genoptog han sin lægegerning som vagtlæge.